# Las Bistecs
Las Bistecs fue un dúo de música electrónica español, formado en Barcelona en 2013 por Alba Rihe y Carla Moreno Parmenter. Las propias integrantes de la banda se encasillan dentro del electro-disgusting, una «corriente artística, performántico-musical, con el objetivo de molestar y no dejar indiferente a una sociedad saturada de información». Su álbum debut, Oferta, fue publicado el 1 de septiembre de 2016 tras varios meses de grabación y tras un proceso de micromecenazgo llevado a cabo antes del verano de ese mismo año a través de Ulule. Cuatro sencillos fueron desprendidos del disco previos a la publicación de este: «Historia del arte (HDA)», «Universio», «Caminante» y «Señoras bien».
En 2017 fueron galardonadas con el Premio Sol Música a Mejor videoclip por su canción «Señoras bien», entregado en los Premios MIN 2017 de la Música Independiente celebrado en el Teatro Nuevo Apolo de Madrid. Tras concluir su gira Malgusto Tour de promoción de su álbum, anunciaron el 5 de octubre de 2018 su separación a través de un comunicado en Facebook.

## Discografía

### Álbumes
| Año  | Detalles del disco                                                                 |
| ---- | ---------------------------------------------------------------------------------- |
| 2016 | Oferta - Lanzamiento: 1 de septiembre de 2016 - Discográfica: Miseria Producciones |